# Révész Béla (kiadó)
Révész Béla (Dés, 1879. július 18. – 1944) lap- és könyvkiadó, könyvkereskedő, Révész Endre apja.

## Élete
Kolozsváron végezte a Kereskedelmi Akadémiát, majd magántisztviselő Marosvásárhelyen, a medgyesfalvi szesz-, ill. téglagyárban. 1902-ben könyvkereskedést nyit a városban. 1907–1909 között a Vásárhelyi Napló, 1917–1924 között a kiváló munkatársi gárdát tömörítő, radikális irányzatú Tükör kiadója. A lap munkatársai közé tartozott Antalffy Endre, Berde Mária, Molter Károly, Osvát Kálmán és mások. 1918-ban a Marosvásárhelyen alakult Radikális Párt elnöke volt. A húszas évek közepéig a nagyváradi Rigler cég és a Brassói Lapok Könyvosztálya mellett a magyarországi könyvek kizárólagossági jogú importőre.
Morvay Zoltán nyomdász-író-lapszerkesztővel együtt 1925-ben létrehozta az Erdélyi Könyvbarátok Társaságát, amely mintegy az Erdélyi Szépmíves Céh előfutáraként az erdélyi írók eredeti műveinek kiadását tűzte ki célul, s fennállásának egyetlen éve alatt nyolc művet (regényeket és elbeszélésköteteket) jelentetett meg.
Nyomdájából kerültek ki a Kemény Zsigmond Társaság ízléses kivitelű meghívói, kiadványai, évkönyvei is.
A harmincas évek elejétől Magyarországon élt. 1944-ben deportálták, és valamelyik megsemmisítő táborban halt meg.